# Sonnet (hop)
Sonnet is een hopvariëteit, gebruikt voor het brouwen van bier.
Deze hopvariëteit is een 'aromahop', bij het bierbrouwen voornamelijk gebruikt vanwege zijn aromatische eigenschappen. Dit is een redelijk nieuwe Amerikaanse hopvariëteit, in de lijn van de Goldingshop.

## Kenmerken
- Alfazuur: 4-6%
- Bètazuur: ?
- Eigenschappen: floraal aroma en smaak